# 決戦!ウルトラ兄弟
『決戦!ウルトラ兄弟』は、居村眞二によるウルトラシリーズの漫画作品。主に『てれびくん』に連載された。1979年に小学館より単行本が刊行（一部の作品は未収録）。2004年には、未収録だった作品や、後に連載された他の作品も含めたものがミリオン出版より刊行された。本項ではそれらの作品についても記述する。

## 概要

### 決戦!ウルトラ兄弟
テレビシリーズの世界観を踏まえた上でそれらしい漫画を描くコンセプトにより、ウルトラ兄弟たちの活躍が描かれている。オリジナル怪獣だけでなく、テレビシリーズで活躍した怪獣や宇宙人も登場する。

### ウルトラ怪獣大戦争
本作品のみ『別冊コロコロコミック』に掲載。ウルトラセブンに恨みを持つダーク・ゴッドと宇宙警備隊の戦いを描いた読切作。

### 戦え!宇宙警備隊
居村眞二作の『ウルトラ超伝説』終了後に連載された作品。テレビシリーズの怪獣や宇宙人たちの活躍に焦点が当てられている。後半では怪獣や宇宙人同士の戦いをコミカルに描いた「怪獣スターウォーズ」も掲載された。

### ファミコン・ウルトラマン
ゲームソフト『ウルトラマン 怪獣帝国の逆襲』と連動したコミカライズ作品。地球人のタロウ少年がゲーム世界でウルトラマンと共に戦う。続編として「ウルトラセブン キングゼットンのふくしゅう」、「ファミコン・ウルトラマン2 ウルトラ怪獣大決戦」も連載された。

## 登場キャラクター

### ウルトラ戦士
ウルトラマン
「決戦!ウルトラ兄弟」ではバルタン星人の作戦から新マンを救い、黒須島でジェロニモンと対決。「ファミコン・ウルトラマン」ではタロウ少年や科学特捜隊と協力して怪獣帝国に立ち向かった。
ウルトラセブン
「決戦!ウルトラ兄弟」ではジプシー星人ダスペインや、イカルス星人、ピット星人と対決したほか、道場の師範に姿を変えて新マンにアドバイスをした。「戦え!宇宙けいび隊」では少年戦士達に武闘の訓練指導を行っており、ダーク・ゴッドに立ち向かう。「ウルトラセブン キングゼットンのふくしゅう」では地球人の子供たちの力を借りてゼットン星人の野望を打ち砕いた。
新ウルトラマン（ウルトラマンジャック）
「決戦!ウルトラ兄弟」ではバルタン星人のD作戦によってピンチになるが、ウルトラマンの救援でこれを退ける。ゼットンIII世との戦いではセブンの助言で見事勝利した。
ウルトラマンA
「決戦!ウルトラ兄弟」ではヤプールの罠に掛かるが、ゾフィーとの協力でこれを粉砕した。
ウルトラマンタロウ
「決戦!ウルトラ兄弟」では幼馴染のシーカウ星人と対決。他には、ウルトラの父の助言でグラウ星人を撃破したり、悪意の無い怪獣ニクロンを宇宙に連れて行ったりもした。「戦え!宇宙けいび隊」では兄たちの協力を得てタイラントとの戦いに勝利した。
ゾフィー
「決戦!ウルトラ兄弟」では兄弟たちを指揮してジャック星人と対決。「ウルトラ怪獣大戦争」では戦いに向かおうとするセブンに新兵器ウルトリアバイクを呼ぶブレスレットを授けた。
ウルトラマンレオ
「決戦!ウルトラ兄弟」における単独主演エピソードはないが、シーカウ星人戦で苦戦するタロウを救うべく他のウルトラ兄弟と共に駆けつけ、ジャック星人戦でもゾフィーからの招集に応じ参戦している。
アストラ

ウルトラマン80

ウルトラの父

ウルトラの母

クルス

### 怪獣・宇宙人（テレビシリーズからの登場）
バルタン星人
ウルトラ一族の宿敵である宇宙忍者。多くの作品に登場し、ウルトラ兄弟を苦しめる。「決戦!ウルトラ兄弟」では偽のウルトラブレスレットを使ったD作戦で新マンを倒そうとするが初代ウルトラマンの救援で失敗。「ウルトラ怪獣大戦争」ではメカバルタンがダーク・ゴッドの部下として登場。セブンを抹殺するために様々な計画を立てる。「戦え!宇宙けいび隊」では地球侵略に燃えるバルタン軍団の様子が描かれ、「怪獣スターウォーズ」ではボスだったメフィラス星人に勝利し、続けて挑戦してきたヒッポリト星人とも戦うが敗北してブロンズ像にされる。「ファミコン・ウルトラマン」では怪獣帝国のゼットンの部下としてウルトラマンやタロウと対決した。
ゼットン
最強の宇宙恐竜。「決戦!ウルトラ兄弟」では二代目の弟であるゼットン三世が新マンと好勝負を繰り広げる。「ウルトラ怪獣大戦争」では光の国の怪獣独房にパンドン、アイロス星人、ガンダーと共に繋がれていた個体がメカ改造強化を受けてセブンを襲うがウルトリアバイクで他の三体共々敗れる。「ファミコン・ウルトラマン」では怪獣帝国のボスとしてファミコン世界から地球侵略を企む。一度はウルトラマンに敗れたが、その後もキングゼットン、サイボーグゼットンと強化改造されて何度もウルトラマンの前に立ちはだかる。
メフィラス星人
ウルトラマンと互角の力を持つ悪質宇宙人。「戦え!宇宙けいび隊」では初代と二代目の兄弟関係が描かれ、「怪獣スターウォーズ」では手下だったバルタン星人に挑戦するが分身の術に翻弄されて敗北。「ファミコン・ウルトラマン」ではゼットンと共にウルトラマンを苦しめた。
レッドキング
怪力が自慢のどくろ怪獣。「決戦!ウルトラ兄弟」では街を襲っていたところをタロウに倒される。また人形のレッドキングがニクロンの力で巨大化してタロウと戦うがあっさり元に戻ってしまった。「ファミコン・ウルトラマン」では怪獣帝国の一員として登場。
ゴモラ
太い尻尾と角が武器の古代怪獣。「決戦!ウルトラ兄弟」では僧の姿に変身したジェロニモンの力でゾンビがゴモラの姿になりウルトラマンと戦う。ジェロニモンの呪文で操られ、突進攻撃でウルトラマンを苦しめるが、イデがジェロニモンに攻撃して呪文を中断させたため、土に還った。「ファミコン・ウルトラマン」では怪獣帝国の一員として登場。
ジェロニモン
死んだ怪獣を生き返らせる力を持つ怪獣酋長。「決戦!ウルトラ兄弟」では黒須島にある科学特捜隊のレーダー基地を襲撃。僧の姿に変身し、怪獣軍団を復活させて東京の攻撃を企む。テレビシリーズと同様に頭の羽を飛ばす攻撃でウルトラマンを苦しめるが、最後は回転ウルトラキックで倒される。
ザラブ星人
変身能力を持つ凶悪宇宙人。「ウルトラ怪獣大戦争」ではダーク・ゴッドの部下として、セブン抹殺のためにメカゾフィーを製作。「ファミコン・ウルトラマン」では怪獣帝国のゼットンの部下として、テレビシリーズと同様にニセウルトラマンに変身してタロウ少年を騙そうとするが、失敗してウルトラマンに敗れた。
ゼットン星人
ゼットンを操る変身怪人。「ウルトラセブン キングゼットンのふくしゅう」では倒されたゼットンを改造したキングゼットンでウルトラ兄弟全滅と地球侵略を企む。が、セブンによって失敗し円盤の爆発と運命を共にした。
ピット星人
女性に変身してエレキングを操る宇宙人。「決戦!ウルトラ兄弟」では少年の姿に変身。イカルス星人をも利用してウルトラ警備隊全滅を企むが、アンヌを操っていたところをダンに撃たれて絶命。
エレキング
ピット星人が操る宇宙怪獣。「決戦!ウルトラ兄弟」ではイカルス星人の催眠術にかけられたダンの前に幻として出現した。
イカルス星人
異次元に侵略基地の建造を企んだ異次元宇宙人。「決戦!ウルトラ兄弟」ではピット星人に操られてセブンと対決。得意のアロー光線で苦しめるがアイスラッガーに敗れた。
アイロス星人
ガンダー
パンドン
「ウルトラ怪獣大戦争」ではゼットンと共に光の国の怪獣独房に繋がれていたところをメカゾフィーの作戦で脱獄。メカ改造強化を受けてセブンを攻撃するが、ウルトリアバイクでまとめて破壊された。アイロス星人は外見もあり本作品では怪獣扱いとなっている。
ミクラス
ウインダム
セブンのカプセル怪獣たち。「決戦!ウルトラ兄弟」では、セブンが宇宙でダスペインと戦っている間、地球で惑星改造ロボットターボファンに立ち向かうが歯が立たなかった。
キングザウルス三世
角からバリヤーを発生させる能力を持つ古代怪獣。「決戦!ウルトラ兄弟」ではバルタン星人のD作戦第一段階として新マンと対決。ウルトラブレスレットで倒される。
ヤプール
超獣を使いエースやウルトラ兄弟を苦しめた異次元人。「決戦!ウルトラ兄弟」では巨大ヤプールの姿で登場。山中を異次元空間に引きずり込んで北斗＝エースをおびき出す。自らの幻をティラノサウルスに化けさせてエースを攻撃し力尽きたところを倒そうとするが、ゾフィーが駆けつけたために失敗。実は自らが異次元空間そのものになっており、最後はゾフィーとエースのウルトラミラクルスピンで空間内部から突き破られて倒される。
ヒッポリト星人
ウルトラ兄弟をブロンズ像にして倒したこともある地獄星人。「怪獣スターウォーズ」ではバルタン星人に挑戦。分身の術に苦戦するも、巨大な幻とヒッポリトタールで見事勝利。直後に挑戦してきたババルウ星人とも戦うが、相手の変身能力に翻弄される。
タイラント
倒された怪獣の怨念が集まって生まれた暴君怪獣。「戦え!宇宙けいび隊」では東京に落下した巨大隕石から出現。タロウのタロウランスで倒されたかに見えたが、その破片は各パーツを構成していた怪獣たち（シーゴラス、バラバ、ベムスター、レッドキング、イカルス星人、ハンザギラン、キングクラブ）の元の姿に変身しタロウを追い詰める。しかし、タロウのウルトラサインを見て救援に駆けつけたウルトラマン、セブン、ジャック、エースによってシーゴラス、イカルス星人、ハンザギラン、キングクラブは倒され、残ったバラバ、ベムスター、レッドキングも4兄弟から太陽エネルギーを送られたタロウのウルトラスーパーダイナマイトで倒された。
ババルウ星人
地球とウルトラの国を衝突させようとした暗黒星人。「怪獣スターウォーズ」ではバルタン星人に勝利したヒッポリト星人に挑戦、得意の変身能力で翻弄するが、実は頼まれていたお使いをさぼっていたらしく、母親に見つかって連れて帰らされる。

### 怪獣・宇宙人（漫画オリジナル）
ニクロン
怪獣好きの心優しい男の子であるアキラ少年の夢の力によって、退治された怪獣たちの悲しみが怪獣の魂となって、枕元に置いてあったオリジナルのカプセルトイの怪獣消しゴムに乗り移って実体化した。アキラ少年のレッドキングのビニール人形を本物同様に実体化させるが、性格はアキラ少年の夢から生まれた影響で心優しい。そのために人間の言葉を話し、アキラ少年と仲良くなるが、最終的には地球に住むには狭すぎるのでより良い生活が送れるためとして、アキラ少年の了承を得たウルトラマンタロウによって宇宙に連れて行かれた。